# Elophila feili
Elophila feili é uma espécie de insetos lepidópteros, mais especificamente de traças, pertencente à família Crambidae.
A autoridade científica da espécie é Speidel, tendo sido descrita no ano de 2002.
Trata-se de uma espécie presente no território português.